# Techeetah
DS Techeetah è il nome di una squadra automobilistica cinese che prende parte al campionato di Formula E.

## Storia
Il Team nasce dopo l'acquisizione, avvenuta nell'aprile del 2016, del Team Aguri da parte di una proprietà cinese.

### Stagione 2016-17
Il Team utilizza la vettura costruita dal Team Renault, e nei test si dimostra subito al top con Jean-Éric Vergne.

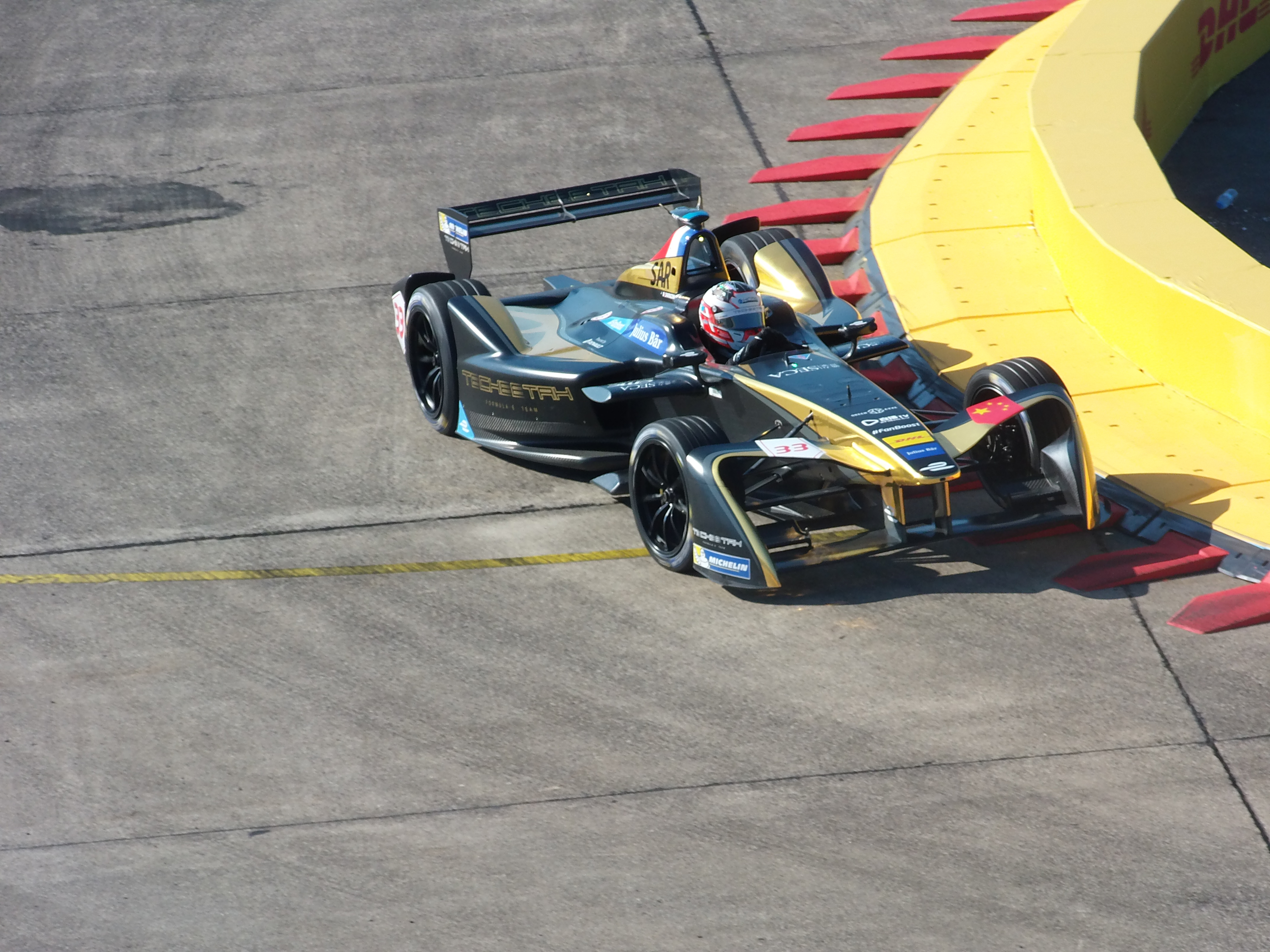
Sarrazin a Berlino.

Per il campionato vengono designati come piloti l'esordiente cinese Ma Qinghua e l'esperto Jean-Éric Vergne. Il francese riesce ad ottenere un podio al terzo e al quarto appuntamento stagionale, dopo aver sfiorato la Pole Position. Ma Qinghua viene invece sostituito dopo la 3 gara, a causa degli eccessivi distacchi da Vergne, col messicano Esteban Gutiérrez che giungerà subito a punti. Dopo 3 gare Gutierrez viene rimpiazzato da Stéphane Sarrazin. Quest'ultimo si rivelerà all'altezza di Vergne ottenendo in 6 gare 2 podi e un 8º posto.

### Stagione 2017-18
Come l'anno precedente il team utilizza la powertrain Renault, e pertanto non avrà diritto ai 15 giorni di test privati.
Per la seconda stagione del team nella serie elettrica viene confermato Vergne accanto al nuovo arrivato Lotterer. A fine anno il francese vince il titolo piloti mentre Techeetah non riesce a conquistare quello per team, vinto dalla Audi Sport ABT Schaeffler nell'ultimo E-Prix. Nonostante ciò il team mette a segno la prima doppietta della storia della Formula E nell'E-Prix di Santiago del Cile. Nel corso della stagione conquista altre tre vittorie e si piazza al secondo posto nella classifica dei team, permettendo però a Vergne di vincere il titolo dei piloti.

### Stagione 2018-19
Dalla stagione 2018-19 tutti i team useranno una nuova vettura, la "Gen2", e la Techeetah passa al powertrain DS lasciando, dopo due stagioni, quello Renault e cambiando denominazione in DS Techeetah. La nuova vettura si chiama E-TENSE FE19 e vengono confermati i piloti della stagione precedente. La stagione si rivela positiva, con il team che conquista sia il titolo piloti che quello costruttori, la vettura è munita di un singolo motore elettrico da 250 kW (338 hp) e da un cambio a singola marcia, vettura lunga 5,16 metri, larga 1,77 metri e alta 1,05 metri, interasse da 3,1 metri, con un peso vettura e guidatore di 900 kg (di cui le batterie da 54 kWh, pesano 385 kg), sistema elettrico da 900V, velocità massima 230 km/h e accelerazione 0-100 2,8 secondi, in 100 metri è capace di passare dai 230 km/h a 40 km/h, pneumatici Michelin Pilot Sport EV season 5, da 245x40R18 all'anteriore e 305x40R18 al posteriore, meccanica che verrà mantenuta anche dalla vettura successiva e ottenendo anche in questo caso sia il titolo piloti che costruttori, mentre con l'anno 2020-2021 non si ha alcun aggiornamento della vettura e si otterrà solo il terzo posto nel campionato costruttori.

## Risultati
| Stagione | Vettura                | Gomme | No. | Piloti                 | 1   | 2    | 3    | 4   | 5   | 6   | 7   | 8   | 9   | 10  | 11   | 12   | 13  | 14   | 15  | 16  | Punti | Pos |
| -------- | ---------------------- | ----- | --- | ---------------------- | --- | ---- | ---- | --- | --- | --- | --- | --- | --- | --- | ---- | ---- | --- | ---- | --- | --- | ----- | --- |
| 2016-17  | Spark-Renault Z.E. 16  | M     |     |                        | HKG | MAR  | BNA  | MEX | MON | PAR | BER | BER | NYC | NYC | MTL  | MTL  |     |      |     |     | 156   | 5º  |
| 2016-17  | Spark-Renault Z.E. 16  | M     | 25  | Jean-Éric Vergne       | Rit | 8    | 2    | 2   | Rit | Rit | 8   | 6   | 2*  | 8   | 2*   | 1    |     |      |     |     | 156   | 5º  |
| 2016-17  | Spark-Renault Z.E. 16  | M     | 33  | Ma Qinghua             | Rit | 15   | 16   |     |     |     |     |     |     |     |      |      |     |      |     |     | 156   | 5º  |
| 2016-17  | Spark-Renault Z.E. 16  | M     | 33  | Esteban Gutiérrez      |     |      |      | 10  | 8   | 11  |     |     |     |     |      |      |     |      |     |     | 156   | 5º  |
| 2016-17  | Spark-Renault Z.E. 16  | M     | 33  | Stéphane Sarrazin      |     |      |      |     |     |     | 11  | 14  | 3   | 12† | 3    | 8    |     |      |     |     | 156   | 5º  |
| 2017-18  | Spark-Renault Z.E. 17  | M     |     |                        | HKG | HKG  | MAR  | SAN | MEX | PDE | ROM | PAR | BER | ZUR | NYC  | NYC  |     |      |     |     | 262   | 2º  |
| 2017-18  | Spark-Renault Z.E. 17  | M     | 18  | André Lotterer         | SQ  | 13   | Rit  | 2   | 13  | 12  | 3   | 6   | 9   | 4   | 7    | 9    |     |      |     |     | 262   | 2º  |
| 2017-18  | Spark-Renault Z.E. 17  | M     | 25  | Jean-Éric Vergne       | 2   | 4    | 5    | 1   | 5   | 1   | 5   | 1   | 3   | 10  | 5*   | 1*   |     |      |     |     | 262   | 2º  |
| 2018-19  | Spark-DS E-TENSE FE19  | M     |     |                        | DIR | MAR  | SAN  | MEX | HKG | SAY | ROM | PAR | MON | BER | BRN  | NYC  | NYC |      |     |     | 222   | 1º  |
| 2018-19  | Spark-DS E-TENSE FE19  | M     | 25  | Jean-Éric Vergne       | 2   | 5    | Rit  | 13  | 13  | 1   | 14  | 6   | 1   | 3   | 1    | 15   | 7   |      |     |     | 222   | 1º  |
| 2018-19  | Spark-DS E-TENSE FE19  | M     | 36  | André Lotterer         | 5   | 6    | 13   | 5   | 14  | 4   | 2   | 2   | 7   | Rit | 14   | 17   | Rit |      |     |     | 222   | 1º  |
| 2019-20  | Spark-DS E-Tense FE20  | M     |     |                        | DIR | DIR  | SAN  | MEX | MAR | BER | BER | BER | BER | BER | BER  |      |     |      |     |     | 244   | 1º  |
| 2019-20  | Spark-DS E-Tense FE20  | M     | 13  | António Félix da Costa | 14* | 10G* | 2*   | 2*  | 1*  | 1G* | 1*  | 4*  | 2*  | NC* | 9*   |      |     |      |     |     | 244   | 1º  |
| 2019-20  | Spark-DS E-Tense FE20  | M     | 25  | Jean-Éric Vergne       | Rit | 8    | Rit  | 4   | 3   | NC  | 10  | 3G  | 1G  | 18  | 7    |      |     |      |     |     | 244   | 1º  |
| 2020-21  | Spark-DS E-Tenese FE20 | M     |     |                        | DIR | DIR  | ROM  | ROM | VAL | VAL | MON | PUE | PUE | NYC | NYC  | LON  | LON | BER  | BER |     | 170   | 3º  |
| 2020-21  | Spark-DS E-Tenese FE20 | M     | 25  | Jean-Éric Vergne       | 15  | 12   | 1    | 11  | 9   | 7   | 4*  | Rit | 6   | 2   | Rit  | 12   | 12  | 6G   | 11  |     | 170   | 3º  |
| 2020-21  | Spark-DS E-Tenese FE20 | M     | 13  | António Félix da Costa | 11* | 3*   | Rit* | 7*  | SQ* | 22  | 1*  | 8   | Rit | 12  | 3    | 8    | Rit | 7    | Rit |     | 170   | 3º  |
| 2021-22  | Spark-DS Tense FE21    | M     |     |                        | DIR | DIR  | MEX  | ROM | ROM | MON | BER | BER | GIA | MAR | NYC  | NYC  | LON | LON  | SEO | SEO | 266   | 3º  |
| 2021-22  | Spark-DS Tense FE21    | M     | 13  | António Félix da Costa | Rit | 12   | 4    | 6   | 13* | 5   | 8*  | 6*  | 4*  | 2*  | Rit* | 1*   | 7*  | 5    | 9*  | 10  | 266   | 3º  |
| 2021-22  | Spark-DS Tense FE21    | M     | 25  | Jean-Éric Vergne       | 8   | 6    | 3    | 4   | 2   | 3   | 2*  | 9*  | 2*  | 4*  | 18*  | Rit* | 14  | Rit* | 6   | 6   | 266   | 3º  |

| Legenda | 1º posto                | 2º posto        | 3º posto            | A punti      | Senza punti | Grassetto=Pole position Corsivo=Giro più veloce |
| Legenda | Solo prove/Terzo pilota | Non qualificato | Ritirato/Non class. | Squalificato | Non partito | Grassetto=Pole position Corsivo=Giro più veloce |

- G: Pilota col giro più veloce nel gruppo di qualifica.
- *: Fanboost
- †: Pilota che non ha concluso la gara ma che è stato classificato per aver completato più del 90% della distanza della gara.